# Z Lacertae
Z Lacertae är en pulserande variabel  av Delta Cephei-typ (DCEP) i stjärnbilden Ödlan.
Stjärnan varierar mellan visuell magnitud +7,88 och 8,93 med en period av 10,885613 dygn.